# Canadian Rocky Mountain Parks

Karte der Canadian Rocky Mountain Parks

Die Canadian Rocky Mountain Parks (deutsch: National- und Provinzialparks in den kanadischen Rocky Mountains) sind eine Gruppe von vier Nationalparks und drei Provinzialparks im Süden der kanadischen Rocky Mountains, die gemeinsam seit 1984 als UNESCO-Welterbe gelistet sind. Die Aufnahme erfolgte aufgrund ihrer außergewöhnlichen geologischen Formationen, ihrer vielfältigen Ökosysteme sowie ihrer Bedeutung für die Erhaltung seltener Tier- und Pflanzenarten. Das Schutzgebiet wurde 1990 erweitert und umfasst heute eine Fläche von 2.360.000 Hektar.

## Beschreibung und Bedeutung
Das Welterbegebiet erstreckt sich über die Provinzen Alberta und British Columbia und zeichnet sich durch eine beeindruckende Gebirgslandschaft mit zahlreichen Gipfeln, Tälern, Gletschern, Wasserfällen, Seen und heißen Quellen aus. Besonders hervorzuheben ist der Burgess-Schiefer im Yoho-Nationalpark, eine weltweit bedeutende Fossillagerstätte aus dem Kambrium.
Die Parks erfüllen die UNESCO-Kriterien (vii) – außergewöhnliche Naturschönheit – und (viii) – bedeutende geologische Prozesse und Formationen.

## Bestandteile des Welterbes

### Nationalparks
Zum Welterbe gehören folgende Nationalparks:
- Banff-Nationalpark
- Jasper-Nationalpark
- Kootenay-Nationalpark
- Yoho-Nationalpark

### Provinzialparks
Drei Provinzialparks in British Columbia sind ebenfalls Teil des Welterbes:
- Hamber Provincial Park
- Mount Assiniboine Provincial Park
- Mount Robson Provincial Park

## Landschaft und Gewässer
Die Region ist geprägt von einer Vielzahl markanter Berge, tief eingeschnittener Schluchten, imposanter Wasserfälle, klarer Seen und ausgedehnter Gletscher. Zu den bedeutendsten Flüssen, die hier entspringen oder das Gebiet durchqueren, zählen:
- North Saskatchewan River
- Athabasca River
- Columbia River
- Fraser River

## Flora, Fauna und Schutz
Die Parks bieten Lebensraum für zahlreiche seltene und gefährdete Tierarten, wie zum Beispiel Waldkaribus und Vielfraße. Auch die Pflanzenwelt ist außergewöhnlich vielfältig. Der Schutz der Natur steht im Mittelpunkt des Parkmanagements, wobei Herausforderungen wie der zunehmende Tourismus und der Klimawandel besondere Aufmerksamkeit erfordern.